# Fallingwater (musikalbum)
Fallingwater är Lisa Miskovskys andra studioalbum, som släpptes i Sverige den 22 oktober 2003 och i Storbritannien den 13 juni 2005. Albumet producerades av Joakim Berg, känd från popgruppen Kent. Med albumet toppade hon för första gången den svenska albumlistan, vilket skedde den 31 oktober 2003. För detta album tilldelades hon utmärkelsen "Årets kvinnliga artist" under Grammisgalan i februari 2004.

## Låtlista
1. Lady Stardust (Berg/Miskovsky) - 4:42
2. A Brand New Day (Berg/Miskovsky) - 3:44
3. Sing to Me (Berg/Miskovsky) - 4:37
4. You Dance Just like Me (Miskovsky)- 3:14
5. Sweet Dreams (Berg/Miskovsky) - 3:18
6. One Dark Night (Miskovsky)- 4:43
7. Midnight Sun (Berg/Miskovsky) - 3:47
8. Butterfly Man (Berg/Miskovsky) - 4:47
9. Restless Heart (Berg/Miskovsky) - 5:22
10. Joan of Arc (Berg/Miskovsky) - 5:05
11. Take Me by the Hand (Berg/Miskovsky) - 3:54
12. Back to Stoneberry Road (Berg/Miskovsky) - 3:05

## Bonusspår
1. Shells (Berg/Miskovsky)
2. Please Forgive Me (Berg/Miskovsky)

## Singlar
1. Lady Stardust
2. Sing to Me
3. A Brand New Day

## Listplaceringar
| Lista (2003-2004) | Topplacering |
| ----------------- | ------------ |
| Sverige           | 1            |

### Fotnoter
1. ↑  Harry Amster (22 oktober 2003). ”Jag vill peppa tjejer att våga” (på svenska). Svenska dagbladet. https://www.svd.se/-jag-vill-peppa-tjejer-att-vaga. Läst 22 oktober 2018.
2. ↑  ”Fallingwater” (på engelska). Swedishcharts. 11 mars 2003. https://swedishcharts.com/showitem.asp?interpret=Lisa+Miskovsky&titel=Fallingwater&cat=a. Läst 22 oktober 2018.